# Riccardo Marchesi
Riccardo Marchesi (Bologna, 23 dicembre 1976) è un allenatore di pallavolo italiano.

## Palmarès

### Club
- Campionato italiano: 3

2007-08, 2008-09, 2009-10
- Campionato francese: 1

2018-19
- Coppa Italia: 1

2007-08
- Coppa di Francia: 2

2014-15, 2017-18
- Supercoppa italiana: 4

2006, 2008, 2009, 2010
- Supercoppa francese: 2

2015, 2019
- Coppa CEV: 1

2007-08
- Coppa CEV: 1

2005-06

## Premi individuali
- 2015 - Ligue A: Miglior allenatore